# Petrus Sjövik
Leif Petrus Sjövik, född 25 juni 1982, är en svensk filmfotograf och regissör.
Sjöviks första film som fotograf var 2004 års kortfilm Lämna stan. Han har därefter fotat bland andra Väntans historia (2006) och Ömheten (2013). För sina insatser i Ömheten belönades han med en Guldbagge för bästa foto.
2010 regisserade och skrev Sjövik manus till kortfilmen Utanför.

## Filmografi (urval)
Foto
- 2006 – Väntans historia
- 2013 – Ömheten
- 2014 – Unga Sophie Bell
- 2016 – Sameblod
- 2019 – Hidden – Förstfödd

Regi
- 2010 – Utanför